# Hormius sculpturatus
Hormius sculpturatus är en stekelart som beskrevs av Vladimir Ivanovich Tobias 1967. Hormius sculpturatus ingår i släktet Hormius och familjen bracksteklar. Inga underarter finns listade i Catalogue of Life.